# Piotr Koczorowski
Piotr Koczorowski (ur. 5 września 1951 w Poznaniu) – polski menedżer, urzędnik państwowy i samorządowy, w 2001 podsekretarz stanu w Ministerstwie Skarbu Państwa.

## Życiorys
Ukończył administrację na Wydziale Prawa i Administracji Uniwersytetu im. A. Mickiewicza w Poznaniu, a w 1995 także podyplomowe studium rachunkowości i finansów. Uzyskał również uprawnienia syndyka w postępowaniu upadłościowym oraz do sprawowania zarządu komisarycznego; zdał także egzamin na członka rad nadzorczych spółek Skarbu Państwa.
W 1975 związany ze Szkołą Oficerów Rezerwy we Wrocławiu. Następnie w 1976 pracował jako starszy referent ds. kadr w Poznańskich Zakładach Przemysłu Spirytusowego i od 1976 jako kierownik wydziału zatrudnienia i spraw socjalnych w urzędzie miasta i gminy Szamotuły. W 1982 został pełnomocnikiem ministra pracy, płac i spraw socjalnych ds. absolwentów szkół wyższych. Od 1985 do 1990 kierował grupą polskich pracowników w Niemieckiej Republice Demokratycznej w ramach umowy między rządami. Od 1991 kierował Wydziałem Działalności Gospodarczej w Urzędzie Wojewódzkim w Poznaniu. Od 1996 do 2001 i od października 2001 do listopada 2007 kierował delegaturą Ministerstwie Skarbu Państwa w Poznaniu. Przeprowadził przekształcenia własnościowe około 150 przedsiębiorstw państwowych w tym regionie, m.in. Goplany i Herbapolu.
10 kwietnia 2001 powołany na stanowisko podsekretarza stanu w Ministerstwie Skarbu Państwa. Zakończył sprawowanie stanowiska 22 października tego roku, po czym powrócił do delegatury MSP. W grudniu 2007 przez dwa tygodnie pozostawał także doradcą ministra skarbu, następnie został dyrektorem Departamentu Korporacyjnego Enei w Poznaniu, a w listopadzie 2008 zasiadł w radzie nadzorczej tej spółki. W 2009 tymczasowo pełnił funkcję prezesa zarządu Enei, później szefował także Enei Oświetlenie. Znalazł się także radzie Fundacji na rzecz rozwoju Politechniki Poznańskiej i w zarządzie Towarzystwa im. Hipolita Cegielskiego.